# Stress (banda)
O Stress é uma banda de heavy metal tradicional de origem na região amazônica de Belém, Pará. É considerada a primeira banda a lançar um álbum de metal do Brasil.

## História

### Surgimento da banda
A banda começou na cidade de Belém, capital do Estado do Pará, em outubro de 1974. André Chamon publicou um anúncio no jornal, procurando músicos para formar uma banda de rock. O paraense Wilson Silva e o carioca Pedro Lobão aceitaram o convite e André chamou seu amigo de infância, Leonardo Renda, para participar do projeto. Leonardo ofereceu a garagem da sua casa para os primeiros ensaios, cada um escolheu o seu instrumento e todos juntos aprenderam a tocar. Wilson e Pedro se revezavam na guitarra e baixo, Leonardo resolveu tocar teclados e André, bateria. O bumbo da bateria era torto, parecia um pingo, e por este motivo o primeiro nome da banda foi "Pinngo D'água" - com duas letras "n" para ser diferente. Antes do final do ano, Pedro voltou para o Rio de Janeiro e Paulo Lima assumiu o baixo. Tiveram, ainda, um guitarrista chamado Adonay, que o pai proibiu de tocar.
Em 1975, Wilson ouviu Roosevelt Bala cantar uma música do Led Zeppelin na escola, e o convidou para ser o vocalista da banda. A partir daí, começaram a se apresentar em festinhas de adolescentes, onde o seu som pesado causava surpresa e um certo constrangimento no público, mais chegado a Bee Gees, Donna Summer, Barry White e demais ídolos da música disco. Em 1977, com a entrada do guitarrista Pedro Valente, a banda passou a se chamar "Stress", e fez seu primeiro show com este nome em um tradicional teatro da cidade, o São Cristóvão.

### Primeiras composições
Em 1978, a Stress começou a compor suas próprias músicas. A primeira delas foi "Stressencefalodrama". Nesta época, enquanto as bandas brasileiras continuavam a seguir a trilha do rock and roll e do rock progressivo, a Stress forjava o seu estilo rápido e pesado. Paralelamente, um certo movimento de bandas inglesas começava a tomar corpo e era batizado de "New Wave of British Heavy Metal" (Nova Onda do Heavy Metal Britânico), no qual despontavam nomes como Judas Priest, Saxon, Motörhead e Iron Maiden, praticamente desconhecidas pelo público brasileiro.
Como não havia liberdade de expressão no Brasil dos anos 1970, todas as letras de André Chamon eram censuradas, mas ele sempre encontrava um jeito de substituir as palavras que eram consideradas subversivas, por outras com a mesma pronúncia. Por exemplo: na letra de "O Lixo", a expressão "Lixo Humano" foi vetada porque, segundo os censores, denegria a imagem do ser humano. Bastou que ele retirasse duas letras, para que se transformasse em "Lixo mano" e fosse liberada. A música "O Oráculo do Judas", que originalmente chamava-se "Corpus Christi", também teve que ser modificada.
Em junho de 1979, o show "Uma Noite na Floresta" marcou a despedida do baixista Wilson Silva da Stress, que passou a contar com a participação de Carlos Reimão. Já bastante conhecida, a banda realiza vários shows em Belém.
No ano seguinte, em novembro de 1981, apresenta o show "Flor Atômica" no maior ginásio de esportes da cidade (o da Escola Superior de Educação Física) e um show ao ar livre em uma das principais avenidas de Belém (a Av. Doca de Souza Franco), ambos prestigiados por milhares de pessoas.
Em junho de 1982, nas vésperas de um show no Ginásio de Esportes da Universidade Federal do Pará, o baixista Reimão abandona a Stress, e o vocalista Bala resolve assumir definitivamente o baixo.

### O primeiro álbum:Stress
Os integrantes da Stress viajaram para o Rio de Janeiro, e hospedam-se em um único quarto de uma pequena pensão no bairro do Catete, para gravar seu primeiro álbum, de maneira independente, no menor espaço de tempo possível, pois as despesas, ao contrário do que previram, aumentavam a cada dia. Foi assim que, nos dias 3 e 4 de agosto de 1982, em apenas 16 horas, numa mesa de 8 canais, no Estúdio Sonoviso, a Stress grava seu primeiro LP.
Após a gravação, ainda em 1982, a Stress volta a Belém e lança o disco com um show, que acontece no Estádio da Curuzu (estádio do clube Paysandu) em novembro de 1982, onde tocam para o seu maior público, estimado em 20.000 pessoas.
No início de 1983, Pedro viaja para França, sendo substituído pelo guitarrista Paulo Gui. André retorna ao Rio de Janeiro, onde faz a divulgação do disco na Fluminense FM, e executa a música "O Oráculo do Judas" e outras em sua programação.
Em abril de 1983, a Stress realiza o seu primeiro concerto no Rio de Janeiro, na casa de espetáculos Circo Voador, que estava lotada de fãs, atraídos após a divulgação da música na Fluminense. Alguns meses depois, a Stress voltaria a se apresentar no Circo Voador, desta vez sem o tecladista Leonardo Renda e, agora, com a entrada do guitarrista Serginho Barbosa no lugar do Paulo Gui.

### O segundo álbum:Flor Atômica
Nos anos 80, o rock e heavy metal começou a ganhar mais espaço na mídia. Animados com tal divulgação, o baterista André Chamon e o vocalista Roosevelt Bala resolveram se mudar definitivamente para o Rio de Janeiro, em busca de novas oportunidades para a Stress. Chamaram o tecladista Leonardo Renda e o guitarrista Paulo Gui, que estavam em Belém, mas estes não puderam viajar para o Rio. Lembraram-se do guitarrista Alex Magnum e do baixista Bosco, que haviam visto tocar em uma banda de Niterói, chamada Metal Pesado, e os convidaram para a gravação.
E foi assim que a Stress lançou, em 1985, o seu segundo LP: Flor Atômica através de uma gravadora multinacional, a PolyGram.
A Stress foi convidada pela TV Globo para defender uma música chamada “Os Jovens Não Devem Morrer” no “Festival dos Festivais”, e seus membros viajaram para Recife para participar da primeira etapa a ser realizada no dia 27 de julho de 1985. O arranjador oficial do festival, César Camargo Mariano, gostou tanto do trabalho da Stress que deu carta branca para que a banda fizesse o seu próprio arranjo. Após já haverem ensaiado a música e a movimentação de palco, o autor da música começou a criar problemas e a tentar interferir no arranjo da STRESS, dizendo que havia ficado muito pesado.
Foi também em 1985 que a TVE do Rio de Janeiro produziu o primeiro "videoclipe" da Stress, com a canção "Flor Atômica". Este trabalho foi veiculado no programa "Fantasia", em uma época em que o formato de "clips" ainda era novidade e não era divulgado como nos dias de hoje.

### A fidelidade ao heavy metal
Apesar de não ter atingido o índice de vendas esperado pela gravadora, a Stress liderou um movimento underground heavy no Rio de Janeiro, cujo templo era um lugar obscuro chamado Caverna, situado ao lado da maior casa de espetáculos da cidade na época: o Canecão. Nas matinês do Caverna, a Stress dava oportunidade para as bandas iniciantes fazerem a abertura dos seus shows. Entre estas bandas, estava uma formada por garotos mineiros que se declaravam fãs da Stress: Sepultura.
Sem espaço no Brasil, as outras bandas heavy, que compunham suas letras em inglês, passaram a lançar seus discos através de selos estrangeiros. Recusando-se mais uma vez a modificar o seu trabalho, a Stress decidiu manter suas letras em português, e com isto perdeu o apoio dentro e fora do seu país, ficando isolada entre os dois movimentos.
Em 1986, no meio da crise, o guitarrista Alex e o baixista Bosco resolvem deixar a Stress, que anuncia abertas as vagas para substituí-los. Depois de vários testes, escolhem o guitarrista Christian, filho de um americano com uma brasileira, e o baixista Rick, com quem fazem alguns shows. Christian e Rick brigam entre si, e o Rick sai da banda. Bala reassume o baixo, e junto com André e Christian gravam uma fita demo no estúdio do Carlinhos, ex-guitarrista da banda Ultraje a Rigor, em São Paulo.
A Stress participa do Festival de Juiz de Fora, e continua fazendo shows em outras cidades, até que o Christian, que também era cidadão norte-americano, vai morar de vez nos E.U.A. Christian ainda tenta convencer os outros membros da banda a se mudarem para lá com ele, mas estes decidem continuar no Brasil.
Depois de mais esta perda, a Stress ainda tenta se manter na estrada com o guitarrista Alex Scio e o baixista Alex "Xamba" Cotta, de Juiz de Fora, mas estes não ficariam por muito tempo na banda. Alex "Xamba" Cotta decide dar continuidade a sua carreira nos Estados Unidos e muda-se para São Francisco - CA, onde permanece por mais de 20 anos. Durante esse tempo, dedica-se a várias bandas de Rock, Fusion, R&B e Música Brasileira Alternativa. Trabalhou também com produções de estúdio, o que veio a se tornar sua principal atividade musical.

### A suspensão das atividades
Bala e André não viam mais luz alguma no fim do túnel e, em 1987, resolvem dar um tempo e esperar o momento propício para retornar.

### O retorno e o terceiro álbum:Stress III
Em 1994, a indústria fonográfica resolveu apostar em bandas regionais como os Raimundos e Chico Science & Nação Zumbi, que misturavam rock com música do nordeste.
Pensando haver chegado a hora, o vocalista Roosevelt Bala, o guitarrista Paulo Gui e o baterista André Chamon se reúnem novamente para compor novas músicas e, em 1996, a Stress lança o seu terceiro disco em CD, Stress III, com produção independente.

### Vinte anos de heavy metal: o reconhecimento
Finalmente, em 2001, quando já quase não havia mais esperanças de um possível retorno, o Stress recebeu um convite do selo Dies Irae para fazer o relançamento em CD e vinil do seu primeiro disco, em comemoração dos 20 anos de heavy metal no Brasil. A produção só foi concluída em 2003, e o disco foi relançado com distribuição internacional.
Paralelamente, a importância da Stress é reconhecida em sua terra natal, e a banda é homenageada pelo Governo do Estado do Pará, que a inclui em seu calendário oficial.
Motivada pelo reconhecimento internacional do seu trabalho, a Stress fez um show no dia 13 de maio de 2005, na cidade de Belém, onde tudo começou. Este show, que marcou o retorno da banda, foi gravado pela TV Cultura do Pará, para a produção do seu primeiro DVD.

### Lançamento do DVD e fatos recentes
Em 2007, a Stress lança um DVD com o show que marcou o seu retorno em 2005, incluindo making of, discografia e um documentário que conta toda a sua história.
Em julho de 2009 o selo europeu Metal Soldiers lançou um álbum ao vivo da banda, o Live ‘n’ Memory, com distribuição mundial. Em janeiro de 2010, a Metal Soldiers relançou o primeiro álbum da banda, agora com o título de “Amazon, first metal attack”.
Até o final de 2010, toda a obra da banda será relançada por este selo, incluindo o álbum “Stress Tribute”, uma coletânea onde bandas de vários países interpretarão as músicas consagradas da banda brasileira. Fechando esse ciclo de homenagens, em 2011, a Metal Soldiers lançará um Box Especial, que conterá todos os álbuns, o DVD e vários sourvenirs.
Em janeiro de 2011, o selo Metal Soldiers relançou o segundo álbum da banda, agora com o título de “ATOMIC FLOWER”. Considerado um dos álbuns mais importantes do metal brasileiro. O CD vem com muitas faixas bônus inéditas e fotos raras da época. No dia 1º de abril de 2011, o Stress foi convidado para abrir o show do Iron Maiden. O encontro histórico, levou cerca de 15 mil headbangers de toda a região norte do país, estados e países vizinhos, ao Arenafolia Parque de Exposições, em Belém. Deste show, foi produzido o DVD "Stress abre a Donzela", recheado de imagens históricas. Em julho de 2011 o Stress realizou um grande show no Canecão, Rio de Janeiro, lançando seus dois últimos CDs (Live e Amazon). Foi a primeira vez que a mais tradicional casa de shows do Brasil abriu as portas para bandas de Metal Nacional. O Show “Lendas do Metal” terá também a participação da banda Metalmorphose, outro ícone do rock pesado brasileiro.
Em junho de 2012 o maior jornal do país reconhece o pioneirismo do STRESS, anunciando que o foi no Pará que o heavy metal começou, há 30 anos. Em agosto de 2012 a banda ganha destaque na maior revista de rock do Brasil, a Roadie Crew. Em outubro de 2012 o Stress fez apresentações históricas no Rio e em São Paulo, ao lado de bandas como Metalmorphose, Centúrias e Salário Mínimo. Foi uma grande celebração do metal nacional, com o público comparecendo em peso para assistir os pioneiros. Destaque nos sites importantes e revistas de todo o país. Em novembro de 2012 foi lançado relançado na Europa o álbum Stress III, com o novo título de TRILOGY, pelo selo Metal Soldiers. Em 10 de novembro de 2012 aconteceu o show comemorativo dos 30 anos de lançamento do primeiro álbum, o marco zero do metal brasileiro no Memorial dos Povos, em Belém. A comemoração aconteceu no Rio e em São Paulo, em shows históricos ao lado do Metalmorphose, Centurias e Salário Mínimo. Em novembro de 2013 a banda participou do SUPER PESO BRASIL, show histórico em São Paulo, lançado em DVD, com as mesmas bandas citadas acima e mais o Taurus.
A banda terminou a gravação de músicas inéditas, que estarão no esperado quarto álbum, intitulado "Devastação", com lançamento previsto para o final de 2018, marcando a chegada do guitarrista Emerson Lopes.

## Membros
- Roosevelt "Bala" Cavalcante - vocal (1977-presente), baixo (1982-1985, 1995-presente)
- André Lopes Chamon - bateria (1977-presente)
- Emerson Lopes - guitarra (2018-presente)

## Discografia
- Stress I — (1982)
- Flor Atômica — (1985)
- III — (1996)
- Amazon, First Metal Attack! — (Coletânea, 2009)
- Live \'n\' Memory — (Coletânea, 2009)
- Devastação - (2019)

## Videografia
- Stress - Ao Vivo! — (DVD, 2007)